# Tube & Berger
Tube & Berger ist ein deutsches DJ-, Remixer- und Produzenten-Duo im Bereich der elektronischen Tanzmusik. Es besteht aus den zwei Solingern Arndt Rörig und Marko Vidovic (alias Lou Berger), die seit dem Jahr 2000 zusammenarbeiten.

## Biografie
Ihre erste Single war 2003 Geradeaus / Straight Ahead mit Chrissie Hynde von The Pretenders und kam in die britischen Charts. Im Jahr 2004 produzierten sie dann mit der Sängerin Sonique den Song Why und in Zusammenarbeit mit Inga Humpe von 2raumwohnung entstand Wir sind die anderen.
Seit 2005 veröffentlichen sie auf dem eigenen Label Kittball Records.
Zwischen 2007 und 2008 beteiligten sie sich an der Mitgestaltung der Loveparade in Essen und Dortmund. Sie treten inzwischen regelmäßig in ganz Europa und im Nahen Osten auf (Beirut, Dubai, Kairo, Tel Aviv).
2012 erschien Lovebreak mit Milan Euringer und landete auf Platz 9 der meistverkauften Deep-House-Tracks auf Beatport.
2013 erschien Imprint of Pleasure auf Suara und landete auf Platz 9 der meistverkauften Tech-House-Tracks auf Beatport. Sie arbeiten außerdem eng mit DJ Juliet Sikora zusammen, mit der sie Anfang 2014 mit Set It Off einen Top-40-Hit in den Niederlanden hatten.
2017 traten Tube & Berger beim Tomorrowland Festival in Belgien auf.
Im Mai 2017 erschien ihr zweites Studioalbum mit dem Namen We Are All Stars auf ihrem eigenen Label Kittball.
2018 erschienen zwei Remix-Versionen des Albums auf Kittball, unter anderem mit Remixen von Künstlern wie Format:B, Amine Edge & DANCE, Juliet Sikora, Illyus & Barrientos, Rene Amesz, Dennis Cruz und Teenage Mutants. Es fanden mehrwöchige Tourneen nach Australien, USA, Kanada und Südamerika statt.
In Kollaboration mit Junior Jack veröffentlichten Tube & Berger E Samba 2018, welcher Platz 1 der Deutschen Club-Charts erreichte.
2019 erreichten Tube & Berger erneut Platz 1 der Deutschen Club-Charts mit ihrem Remix zu Samim - Heater. Auf der Musik-Plattform Beatport erlangte dieser Remix ebenfalls Platz 1.
Unter ihrem Label Kitball sind Tube & Berger seit 2020 auf dem NFT-Markt aktiv. Seit einigen Jahren besteht eine enge Zusammenarbeit mit dem Grafiker und Designer MendezMendez.